# Carlos Mario Oquendo
Carlos Mario Oquendo Zabala (Medellín, Antioquia, 16 de noviembre de 1987) es un ciclista colombiano, expiloto de BMX de la Liga de Antioquia. Obtuvo medalla de bronce en Londres 2012 en BMX. Reconocido con la Orden de Boyacá.